# Compromís amb Aragó
Compromís amb Aragó (Compromiso con Aragón (CCA), en castellà) fou un partit polític espanyol d'àmbit autonòmic aragonés d'ideologia centrista i regionalista aragonés. Va estar en actiu entre el 2011 i el 2018. El 23 de maig del 2018 va acordar, al seu III congrés, integrar-se al partit de Ciutadans. Es va presentar a les eleccions municipals i autonòmiques d'Aragó del 2011 i el 2015.

## Història
El partit va ser fundat sota l'òrbita de Juan Miguel Ferrer, exalcalde de Terol i exdirigent del Partit Aragonés (PAR) juntament amb 37 regidors díscols d'aquest partit de la província de Terol. Es va presentar al públic el febrer del 2011 amb l'objectiu d'anar a les eleccions municipals i autonòmiques d'Aragó que se celebraven aquell mateix any. Tenia una ideologia semblant al PAR, era aragonesista i centrista però es distanciava d'aquest pel seu caràcter regeneracionista i municipalista. Durant la seva curta existència es va presentar a dues eleccions municipals i dues autonòmiques (2011 i 2015). Tot i que en els seus estatuts s'afirmava que el seu àmbit d'actuació era l'Aragó a la pràctica només tenia presència territorial a la Província de Terol i en menor mesura a la de Saragossa. Al III congrés de la formació, la militància va acordar integrar-se dins de Ciutadans i els alcaldes i regidors electes van passar a ser militants de Ciutadans. D'aquesta manera el partit taronja va consolidar el seu desplegament territorial a la província de Terol.

## Resultats electorals

### Eleccions autonòmiques
| Data | Vots província Osca | %    | Diputats | Vots província Terol | %    | Diputats | Vots província Saragossa | %    | Diputats | Vots total Aragó | %    | Diputats |
| ---- | ------------------- | ---- | -------- | -------------------- | ---- | -------- | ------------------------ | ---- | -------- | ---------------- | ---- | -------- |
|      |                     |      |          |                      |      |          |                          |      |          |                  |      |          |
| 2011 | 137                 | 0,11 | 0        | 2.389                | 2,98 | 0        | 1.245                    | 0,26 | 0        | 3.771            | 0,55 | 0        |
| 2015 | 130                 | 0,12 | 0        | 1.418                | 1,9  | 0        | 1291                     | 0,27 | 0        | 2.839            | 0,43 | 0        |

### Eleccions municipals
| Data | Vots província Osca | % | Regidors | Vots província Terol | %    | Regidors | Vots província Saragossa | %    | Regidors | Vots total Aragó | %    | Regidors |
| ---- | ------------------- | - | -------- | -------------------- | ---- | -------- | ------------------------ | ---- | -------- | ---------------- | ---- | -------- |
| 2011 | 0                   | 0 | 0        | 2.628                | 3,23 | 51       | 1.367                    | 0,28 | 1        | 4.035            | 0,59 | 52       |
| 2015 | 0                   | 0 | 0        | 1.969                | 2,61 | 32       | 2.696                    | 0,56 | 9        | 4.665            | 0,7  | 41       |